# Rhodacarus tribaculatus
Rhodacarus tribaculatus är en spindeldjursart som beskrevs av Athias-Henriot 1961. Rhodacarus tribaculatus ingår i släktet Rhodacarus och familjen Rhodacaridae. Inga underarter finns listade i Catalogue of Life.